# Хуртадо, Ларри
Ла́рри Хурта́до (англ. Larry W. Hurtado; 29 декабря 1943 — 25 ноября 2019) — американский библеист и текстолог, историк раннехристианской церкви.

## Биография
Родился 29 декабря 1943 года в Канзас-Сити (Миссури).
Окончил Центральный библейский колледж и Евангелическую богословскую школу Троицы.
В 1973 году защитил докторскую диссертацию по теме «Вашингтонский кодекс в Евангелии от Марка: их текстуальные взаимоотношения и характеристики переписчика» (англ. Codex Washingtonianus in the Gospel of Mark: Its Textual Relationships and Scribal Characteristics) в Кейсовском университете Западного резервного района. 
Преподавательскую деятельность начал с Риджент-колледжа (1975—1978), после чего на протяжении длительного периода (1978—1996) работал на кафедре религиоведения Манитобского университета. В 1988 году становится профессором, а в 1990 году — директором основанного им при университете Института гуманитарных наук.
С 1996 года преподавал в Эдинбургском университете, в котором основал Центр изучения происхождения христианства и руководил им до 2011 года.
После выхода на пенсию продолжал научную деятельность, сосредоточенную на исследовании истории первых трёх веков христианской церкви.
В последние годы лечился от лейкемии, 25 ноября 2019 года умер во сне.

## Научная деятельность
Внёс существенный вклад в формирование нынешнего научного консенсуса относительно «ранней высокой христологии» и в понимание сложных взаимоотношений между еврейскими и раннехристианскими монотеистическими представлениями.

## Научные труды

### Монографии
- Text-Critical Methodology and the Pre-Caesarean Text: Codex W in the Gospel of Mark (англ.). — Grand Rapids, MI: Eerdmans[англ.], 1981. — Vol. 43. — (Studies and Documents). — ISBN 9780802818720.
- One God, One Lord: Early Christian Devotion and Ancient Jewish Monotheism (англ.). — Philadelphia, PA: Fortress Press[англ.], 1988. — ISBN 9780800620769.
- Mark. — Peabody, MA: Hendrickson Publishers[англ.], 1990. — (New International Biblical Commentary). — ISBN 9780943575162.
- At the Origins of Christian Worship: The Context and Character of Earliest Christian Devotion, the 1999 Didsbury Lectures (англ.). — Carlisle, UK: Paternoster Press[англ.], 1999. — ISBN 9780802847492.
- Lord Jesus Christ: Devotion to Jesus in Earliest Christianity (англ.). — Grand Rapids, MI: Eerdmans[англ.], 2003. — ISBN 9780802860705.
- How on Earth did Jesus Become a God? Historical Questions about Earliest Devotion to Jesus (англ.). — Grand Rapids, MI: Eerdmans[англ.], 2005. — ISBN 9780802828613.
- The Earliest Christian Artifacts: Manuscripts and Christian (англ.). — Grand Rapids, MI: Eerdmans[англ.], 2006. — ISBN 9780802828958.
- God in New Testament Theology. — Nashville, TN: Abingdon Press[англ.], 2010. — (Library of Biblical Theology). — ISBN 9781426719547.
- Destroyer of the Gods: early Christian distinctiveness in the Roman World (англ.). — Waco, TX: Baylor University Press, 2016. — ISBN 9781481304733.
- Honoring the Son: Jesus in Earliest Christian Devotional Practice. — Bellingham, WA : Lexham Press, 2018. — ISBN 9781683590965.

#### Переводы на русский язык
- Небесные посредники: Иудейские истоки ранней христологии / под ред. Т. Гарсии-Уидобро и А. А. Орлова. — М.: Институт св. Фомы, 2016. ISBN 978-5-9907661-2-9